# Lupeni
Lupeni (rumænsk udtale: [luˈpenʲ]; tysk: Schylwolfsbach, ungarsk: Lupény) er en mineby i Jui-dalen i distriktet  Hunedoara, Rumænien, i den historiske region Transsylvanien. Det er en af de ældste og største byer i Jiu-dalen. Den ligger på bredden af floden West Jiu, i en højde, der varierer mellem 630 moh. (i øst) og 760 moh. Afstanden fra Lupeni til Petroșani er 18 km (DN66A), og til Deva (hovedstaden i  Hunedoara er 114 km.
Navnet er afledt af det rumænsk "lup'", der betyder "ulv". I hele anden del af det 19. århundrede og det meste af det 20. århundrede var byens økonomi baseret på minedrift, men siden 1990'erne er økonomien blevet mere mangfoldig, efter at mange miner blev lukket.
Byen har 18.699 (2021) indbyggere.

## Historie
De første oplysninger om beboere i dette område stammer fra forhistorisk tid, hvilket fremgår af fund i Straja-Lupeni-bjerget grotte, hvor der blev fundet gamle keramikgenstande. Byen Lupeni blev første gang omtalt i 1770. I middelalderen var Jiu-dalen tyndt befolket, og indbyggerne boede i små landsbyer, hvor arbejde som hyrder var den vigtigste aktivitet.
Efter 1840 begyndte søgning efter mineraler og minedrift at udvikle sig i området, og der skete store økonomiske og sociale ændringer. Udenlandske arbejdere, primært polske, tjekkiske, østrigske, slovakiske og ungarske minearbejdere samt rumænske minearbejdere fra Apusenibjergene og Baia Mare, blev hentet til at arbejde i Jiu-dalen. Mineaktiviteten begyndte syd for Lupeni. Lupeni blev hurtigt en stor kulproducent med en monoindustriel udvikling, hvor ca. 80 % af befolkningen levede af minedrift og andre relaterede aktiviteter. Byen blev meget velstående og oplevede en kontinuerlig befolkningstilvækst. Den industrielle udvikling i området blev dog hårdt ramt af den økonomiske krise i mellemkrigstiden, som i sidste ende førte til Lupeni strejken i 1929 (en).
Under det kommunistiske regime blev minerne nationaliseret af den kommunistiske regering. Lupeni blev erklæret en by i 1941, og den havde på det tidspunkt 12.000 indbyggere. I 1977 var Lupeni stedet for Jiu-dalens minearbejderstrejke i 1977 (en). Efter revolutionen i 1989 gik minedriften ind i en omstruktureringsproces, der havde en meget stærk social og økonomisk indvirkning på byen. Et stort antal miner blev lukket, og dette påvirkede også andre relaterede aktiviteter, såsom leverandører af materialer, udstyr og tjenesteydelser samt agenter, der opererede inden for handel og tjenesteydelser. Ikke desto mindre er der i de seneste år opstået nye områder med økonomisk udvikling, såsom turisme, skovbrugsindustri, bageriindustri og handel.
Byens tilbageværende aktive mine er Lupeni-kulminen, der forvaltes af det Petroșani-baserede National Hard Coal Company.